# Justus Sustermans
Justus Sustermans, Joost Sustermans nebo Suttermans, jeho křestní jméno v italštině Giusto (28. září 1597, Antverpy – 23. dubna 1681, Florencie), byl vlámský malíř a kreslíř, který je známý především svými portréty. Maloval také historické a žánrové obrazy, zátiší a zvířata.
Sustermans je známý především svými portréty členů rodu Medicejů, protože byl jejím dvorním malířem. Císař Svaté říše římské Ferdinand II. ho pozval do Vídně, aby maloval portréty císařské rodiny a udělil Sustermansovi a jeho bratrům šlechtické patenty. Během svého života byl oslavován jako nejlepší portrétista v Itálii.
Studoval nejprve ve Flandrách a Antverpách, a to i u umělců jako byl Willem de Vos či Frans Pourbus mladší, později odešel do Florencie, kde byl např. žákem Diega Velázqueze či Pierra Mignarda.